# Бодо (Тимиш)
Бодо (рум. Bodo) насеље је у Румунији у округу Тимиш у општини Балинц. Oпштина се налази на надморској висини од 118 m.

## Становништво
Према подацима из 2002. године у насељу је живело 480 становника.

### Попис2002.
| Расподела становништва по националности 2002.‍ | Расподела становништва по националности 2002.‍ | Расподела становништва по националности 2002.‍ | Расподела становништва по националности 2002.‍ | Расподела становништва по националности 2002.‍ |
| --------------------------------------------- | --------------------------------------------- | --------------------------------------------- | --------------------------------------------- | --------------------------------------------- |
|                                               |                                               |                                               |                                               |                                               |
| Румуни                                        | Румуни                                        |                                               | 70                                            | 14,7%                                         |
| Мађари                                        | Мађари                                        |                                               | 397                                           | 83,6%                                         |
| Украјинци                                     | Украјинци                                     |                                               | 8                                             | 1,7%                                          |